# Christian Brandes (Politiker)
Christian Brandes (* 6. April 1971 in Hamburg) ist ein deutscher Politiker (Partei Rechtsstaatlicher Offensive).

## Leben
Brandes ist ledig. Nach dem Abitur am Gymnasium Quickborn 1990 verpflichtete er sich von 1991 bis 1995 als Soldat auf Zeit. Dort erwarb er 1991 an der Offiziersschule der Luftwaffe in Fürstenfeldbruck das Offizierspatent. 1993 absolvierte er eine Flugausbildung in Texas/USA. 1995 übernahm er Aufgaben als stellvertretender Kompaniechef in Heide (Holstein). 
Ab 1995 studierte Brandes Biochemie/Molekularbiologie, jedoch ohne Abschluss. In dieser Zeit wurde er Mitglied der Hamburger Burschenschaft Germania, die ab 2001 als rechtsextrem im Verfassungsschutzbericht aufgeführt wird. Brandes ist seit 1998 Mitglied im Verband der Reservisten der Deutschen Bundeswehr e. V.
Brandes engagiert sich im Bund für Denkmal-Erhaltung e. V.

## Politik
Er war von 2001 bis 2004 Mitglied der Bürgerschaft der Freien und Hansestadt Hamburg. Als Landtagsabgeordneter war er Mitglied des Haushalts-, des Schul- und des Wissenschaftsausschusses. Zudem war er Fraktionsvorsitzender und Schatzmeister der Partei Rechtsstaatlicher Offensive in Eimsbüttel.